# Lumbrineris malaysiae
Lumbrineris malaysiae är en ringmaskart som beskrevs av Rullier 1969. Lumbrineris malaysiae ingår i släktet Lumbrineris och familjen Lumbrineridae. Inga underarter finns listade i Catalogue of Life.